# Kvanttal
Kvanttal är inom kvantmekaniken index som beskriver bevarade storheter i ett kvantmekaniskt system. När det gäller elektroner kan kvanttalen definieras som index för lösningar till Schrödingerekvationen för väteatomen. En viktig aspekt av kvantmekanik är kvantiseringen av observerbara storheter eftersom kvanttalen är en uppsättning av diskreta hel- eller halvtal. Detta skiljer kvantmekaniken från klassisk mekanik där värdena som karakteriserar ett system är kontinuerliga.

## Atomfysikens kvanttal
Inom atomfysiken använder man fyra kvanttal för att beskriva väteatomen:
- n: Huvudkvanttalet är ett heltal större än eller lika med 1, som i huvudsak bestämmer elektronens energi och motsvarar elektronskalet i Bohrs atommodell.
- l: Bankvanttalet bestämmer elektronens banrörelsemängdsmoment. Bankvanttalet är ett heltal 0, 1, ..., n-1.
- m: Det magnetiska kvanttalet anger det magnetiska momentet. Är ett heltal {\displaystyle -l,-l+1,...,l-1,l}.
- s: Spinnkvanttalet. Varje elektron har ett spinn som kan vara antingen {\displaystyle s=1/2}  eller {\displaystyle s=-1/2} .

Varje kombination av n, l, m och s beskriver ett unikt tillstånd. Enligt Paulis uteslutningsprincip kan endast en elektron i taget befinna sig i ett visst tillstånd. Det innebär till exempel att för varje tillstånd med ett givet n, l, m kan det finnas två elektroner: en med spinn {\displaystyle s=1/2} (spinn upp) och en med {\displaystyle s=-1/2} (spinn ner).

### Kvanttal med spinn-ban-koppling
När spinn-ban-koppling tas med i bilden, så kommuterar tillstånden som beskrivs av l, m och s inte längre med Hamiltonoperatorn och deras värde förändras därför med tiden. Det behövs således en ytterligare uppsättning kvanttal:
- j: Det totala rörelsemängdsmomentkvanttalet (j = |l-s|,|l-s|+1, ... ,l+s) ger det totala rörelsemängdsmomentet genom sambandet {\displaystyle J^{2}=\hbar ^{2}j(j+1)}.
- mj: Banrörelsemängdsmomentets projektion längs en specificerad axel (mj = -j,-j+1... j), vilket är analogt med m och satisfierar {\displaystyle m_{j}=m_{l}+m_{s}}.
- Paritet. Detta är egenvärdet under spegling, vilket är positivt (dvs  +1) för tillstånd, som kom från jämna l och negativt (dvs -1) för tillstånd, som kom från udda l. Det förra är även känt som jämn paritet och den senare som udda paritet

Betrakta till exempel följande åtta tillstånd, definierade av sina kvanttal:
1. n = 2 l = 1, ml = 1, ms = +1/2
2. n = 2 l = 1, ml = 1, ms = -1/2
3. n = 2 l = 1, ml = 0, ms = +1/2
4. n = 2 l = 1, ml = 0, ms = -1/2
5. n = 2 l = 1, ml = -1, ms = +1/2
6. n = 2 l = 1, ml = -1, ms = -1/2
7. n = 2 l = 0, ml = 0, ms = +1/2
8. n = 2 l = 0, ml = 0, ms = -1/2

Kvanttillstånden i systemet kan beskrivas som en linjärkombination av dessa åtta tillstånd. Om man önskar beskriva samma system med åtta tillstånd, som är egenvektorer till Hamiltonoperatorn (dvs. var och en representerar ett tillstånd, som inte blandar sig med andra över tiden), så bör man i närvaro av spinn-ban-koppling överväga följande åtta tillstånd:
- j = 3/2, mj = 3/2, udda paritet (kommer från tillstånd (1) ovan)
- j = 3/2, mj = 1/2, udda paritet (kommer från tillstånden (2) och (3) ovan)
- j = 3/2, mj = -1/2, udda paritet (kommer från tillstånd (4) och (5) ovan)
- j = 3/2, mj = -3/2, udda paritet (kommer från tillstånd (6))
- j = 1/2, mj = 1/2, udda paritet (kommer från tillstånd (2) och (3) ovan)
- j = 1/2, mj = -1/2, udda paritet (kommer från tillstånd (4) och (5) ovan)
- j = 1/2, mj = 1/2, jämn paritet (kommer från tillstånd (7) ovan)
- j = 1/2, mj = -1/2, jämn paritet (kommer från tillstånd (8) ovan)

Allmänt kan man behöva använda de så kallade Clebsch-Gordan-koefficienterna som beskriver tillstånden i de nya kvanttalen.

## Elementarpartiklar
Inom elementarpartikelfysiken tillkommer en uppsättning kvanttillstånd, som beskrivs av Standardmodellens arom-kvanttal.
Elementpartiklarnas många kvanttal ses vanligtvis som inneboende egenskaper hos dem och de har därför samma relation till Standardmodellens Hamiltonoperator som Bohratomens kvanttal har till dess Hamiltonoperator. Varje kvanttal betecknar med andra ord en symmetri hos problemet. I fältteorier är det mer framkomligt att särskilja mellan rumtid och interna symmetrier.